# 8tallet
8tallet er et dansk bolig- og erhvervsbyggeri beliggende i Ørestad Syd i København. Ejendommen er designet af tegnestuen Bjarke Ingels Group (BIG) og indeholder 476 lejligheder med i alt 62.000 m² og er dermed en af de største danske boligejendomme. Byggeriet ligger i den sydligste del af Ørestad syd direkte ud mod Kalvebod Fælled og er sløjfeformet.
Ejendommen har modtaget prisen "Scandinavian Green Roof Award" og en pris ved World Architecture Festival i Barcelona i november 2011.  Salget af ejendommens lejligheder begyndte i starten af 2010, og i midten af 2013 var alle lejlighederne solgt.
Da byggeriet var færdigt, var der kritik af manglende kvalitet i byggeriet, og det blev blandt andet påpeget af en murer og en bygningssnedker, at der to steder var sætningsskader og på en enkelt altan skimmel.

## Vredet karrébygning
8tallets udseende tager afsæt i den traditionelle boligkarré, men hele formen er vredet og krydset, så bygningens forløb ligner et stort uendelighedssymbol eller en sløjfe. Langs bygningens form løber et ca. 1,5 kilometer langt stisystem.
Bygningskroppens ”sløjfe” skaber to separate gårdrum, som er adskilt af sløjfens knudepunkt. Knudepunktet rummer fællesfaciliteter på 500 m² – og er samtidig det sted, hvor bygningen gennembrydes af en ni meter bred passage, der forbinder de to omgivende byrum, som ligger på siden af bygningen – parkrummet på vestsiden og kanalrummet på østsiden af bygningen.

## Bolig og erhverv på forskellige etager
De to primære funktioner i huset – erhverv og beboelse – er bredt ud horisontalt med boligerne anbragt i højden og erhvervslokalerne i bygningens sokkel. Det betyder, ifølge BIG (Bjarke Ingels Group), at de forskellige etager får hver deres kvalitet. Boligerne skulle således få fuldt udbytte af lys, luft og udsyn, mens erhvervslejemålene er i kontakt med livet i gadeplan. Et princip der er hjulpet yderligere på vej ved, at bygningen er ”løftet op” i det nordøstlige hjørne og ”trykket ned” mod sydvest hvor lyset lukkes ind i gårdrummet.

## Boligtyper
Huset er bygget med intentionen om at kunne rumme mennesker i alle livets faser, dvs. unge, gamle, familier og singler. Konkret har 8tallet følgende boligtyper: townhouses i to etager med gårdhave, lejligheder med altaner, penthouselejligheder med tagterrasser.